# Жулино (Московская область)
Жулино — деревня в Волоколамском районе Московской области России в составе сельского поселения Осташёвское. Население — 4 чел. (2010).

## География
Деревня Жулино расположена на западе Московской области, в юго-западной части Волоколамского района, на правом берегу Рузского водохранилища, примерно в 17 км к югу от города Волоколамска.
Связана автобусным сообщением с районным центром и селом Карачарово. Ближайшие населённые пункты — деревни Бражниково, Середниково и село Осташёво.

## Население
| 1852 | 1859 | 1926 | 2002 | 2006 | 2010 |
| ---- | ---- | ---- | ---- | ---- | ---- |
| 150  | ↘131 | ↗143 | ↘8   | →8   | ↘4   |

## История
В последней трети XVIII века, когда страною правила
Екатерина II, по её указу был составлен «План генерального межевания». В том числе и по
Можайскому уезду Московской губернии, к которому административно относилось
село Благовещенское – впоследствии Бражниково. На карте 1770 года есть и село
Благовещенское, и деревня Середниково, а вот деревни Жулино – нет. На этом
месте территория ограничена пунктиром и помечена буквами Ц. З., что означает –
«церковная земля».
В «Списке населённых мест» 1862 года Жулина — владельческая деревня 2-го стана Можайского уезда Московской губернии по правую сторону Волоколамского тракта из города Можайска, в 40 верстах от уездного города, при реке Рузе, с 17 дворами и 131 жителем (69 мужчин, 62 женщины).
Одна из версий происхождения названия деревни Жулино – от
славянского женского имени Жула, что означает «жаворонок».
По данным 1890 года входила в состав Осташёвской волости Можайского уезда, число душ мужского пола составляло 71 человек.
В 1913 году — 32 двора.
1917—1929 гг. — деревня Осташёвской волости Волоколамского уезда.
В 1921 году образован Жулинский сельсовет в составе Осташёвской волости Волоколамского уезда.
В 1924 году в деревне Жулино насчитывалось 29 крестьянских дворов, столько же рабочих лошадей. Людей проживало 186 человек.
В 1925 году Жулинский сельсовет реорганизован в Середниковский сельсовет.
По материалам Всесоюзной переписи 1926 года — деревня Середниковского сельсовета Осташёвской волости Волоколамского уезда, проживало 143 жителя (71 мужчина, 72 женщины), насчитывалось 29 крестьянских хозяйств.
В 1927 году Середниковский сельсовет стал опять Жулинским.
С 1929 года — населённый пункт в составе Волоколамского района Московского округа Московской области. Постановлением ЦИК и СНК от 23 июля 1930 года округа как административно-территориальные единицы были ликвидированы.
1929—1939 гг. — деревня Бражниковского сельсовета Волоколамского района.
1939—1954 гг. — деревня Бражниковского сельсовета Осташёвского района.
1954—1957 гг. — деревня Осташёвского сельсовета Осташёвского района.
1957—1963 гг. — деревня Осташёвского сельсовета Волоколамского района.
1963—1964 гг. — деревня Осташёвского сельсовета Волоколамского укрупнённого сельского района.
1964—1965 гг. — деревня Тереховского сельсовета Волоколамского укрупнённого сельского района.
1965—1973 гг. — деревня Тереховского сельсовета Волоколамского района.
1973—1994 гг. — деревня Осташёвского сельсовета Волоколамского района.
В 1994 году Московской областной думой было утверждено положение о местном самоуправлении в Московской области, сельские советы как административно-территориальные единицы были преобразованы в сельские округа.
1994—2006 гг. — деревня Осташёвского сельского округа Волоколамского района.
С 2006 года — деревня сельского поселения Осташёвское Волоколамского муниципального района Московской области.